# 孟什维克国际主义派
孟什维克国际主义派是俄国社会民主工党 (孟什维克)内的左派，出现于1917年5月。一些从流放地返回的政治领导人加入了该派别，其中最著名的是孟什维克领袖尤里·马尔托夫。孟什维克国际主义派反对费奥多尔·唐恩和伊拉克利·策烈铁里支持战争的路线，希望能使孟什维克党转向反战的立场。孟什维克国际主义派主导了哈尔科夫，图拉等地的孟什维克党组织，并且对彼得格勒支部也有一定的控制权。
在1917年8月的孟什维克党代会上，国际主义派在参会的代表中约占三分之一。 1917年8月，国际主义派的大部分成员脱离孟什维克并加入布尔什维克，其中包括尤里·拉林。
1918年1月，第三次全俄罗斯苏维埃代表大会的全俄中央执行委员会选举中，孟什维克国际主义派获得了306个席位中的2个。